# Irwiniella natalensis
Irwiniella natalensis är en tvåvingeart som först beskrevs av Krober 1914.  Irwiniella natalensis ingår i släktet Irwiniella och familjen stilettflugor. Inga underarter finns listade i Catalogue of Life.